# Presidente de la República Srpska
El presidente de la República Srpska (en serbocroata: Предсједник Републике Српске, romanizado: Predsjednik Republike Srpske) es la máxima autoridad ejecutiva de la República Srpska, entidad de Bosnia y Herzegovina. Es una de las autoridades ejecutivas, junto con el Gobierno de la República Srpska. El Presidente de la República Srpska es elegido directamente por un período de cuatro años, junto con dos vicepresidentes de diferentes naciones constituyentes (serbios, croatas y bosnios). Ninguno de ellos puede ser de una misma nación constituyente al mismo tiempo. La residencia del presidente está en Bania Luka.
El primer presidente fue Radovan Karadžić, del Partido Democrático Serbio, elegido para el cargo en 1992, que dirigió la República Srpska durante la guerra de Bosnia y que posteriormente fue condenado a 40 años de prisión por el genocidio de Srebrenica, crímenes de guerra y crímenes de lesa humanidad. Milorad Dodik, de la Alianza de Socialdemócratas Independientes, asumió el cargo en 2022.

## Potestades
De conformidad con la Constitución de la República Srpska, el presidente representa a la República Srpska y expresa su unidad. Dado que la República Srpska funciona como un sistema parlamentario, el presidente tiene poderes muy limitados. El presidente tiene el poder de:
1. Nominar a un candidato a primer ministro a la Asamblea Nacional;
2. Proponer candidatos a la presidencia y a los magistrados del Tribunal Constitucional, a propuesta del Consejo Superior de la Magistratura y la Fiscalía, a la Asamblea Nacional;
3. Declara las leyes por decreto;
4. Otorga indultos;
5. Otorga condecoraciones y reconocimientos según lo determine una ley;
6. Administra las demás funciones de acuerdo con la Constitución.

Si la Asamblea Nacional no puede sesionar debido a un estado de emergencia, el presidente, después de obtener una opinión del Gobierno, declara el estado de emergencia y ordena medidas para levantar el estado de emergencia. El Presidente, por iniciativa propia o por sugerencia del Gobierno, declara actos de la jurisdicción de la Asamblea Nacional en circunstancias de guerra o en amenaza inmediata de guerra; las actas deben ser llevadas a la confirmación de la Asamblea Nacional en el mismo momento en que la Asamblea puede celebrar una sesión.
El Presidente puede pedir al Gobierno que exprese su actitud sobre determinados asuntos de importancia para la República, convocar una sesión del Gobierno o incluir en el orden del día asuntos de la competencia del Gobierno.

## Últimas elecciones
|  | 47.09 % |

|  | 42.86 % |

|  | 2.16 % |

|  | 2.15 % |

|  | 1.64 % |

|  | 0.88 % |

|  | 0.34 % |

|  | 0.33 % |

|  | 0.31 % |

|  | 0.29 % |

|  | 0.20 % |

|  | 0,20 % |

|  | 0.19 % |

|  | 0.17 % |

|  | 0.13 % |

|  | 0.12 % |

|  | 0.11 % |

|  | 0.10 % |

|  | 0.09 % |

|  | 0.08 % |

|  | 0.60 % |

|  | 92.21 % |

|  | 5.63 % |

|  | 2.17 % |

|  | 54.93 % |